# Jean II. de Daillon
Jean (II.) de Daillon (* 1423 in Bourges; † 22. November 1481 in der Dauphiné) war ein französischer Adliger und Hofbeamter, erster Comte du Lude und Inhaber zahlreicher Ämter als Gouverneur.

## Leben
Jean de Daillon war der Sohn von Gilles de Daillon († 1443), Seigneur de La Turpinière, und Marie (alias Marguerite) de Montberon oder Jeanne de L’Espine († nach 1430), Tochter von Thibaut de L’Espine, Seigneur de Launay etc., und Crespine de Fromentières, und wuchs im Umfeld des gleichaltrigen Dauphin und späteren Königs (1463) Ludwig XI. auf.
1443 wurde er Seigneur de La Turpinière als Erbe seines Vaters, im gleichen Jahr heiratete er Renée, Dame de Fontaine-Guérin. 1447 erwarb er von Guy de Carné die Herrschaft Le Lude, die im Besitz von Renées Mutter, Jeanne de Vendôme, gewesen war, und die dann auch nicht an seine Tochter aus dieser Ehe vererbt wurde, sondern an seine männlichen Nachkommen aus seiner zweiten Ehe und somit in der Familie Daillon blieb. 1456 begann er mit der Wiederherstellung und dem Ausbau des Schlosses Le Lude, das später auch das Zentrum seiner gleichnamigen Grafschaft wurde; die Bauarbeiten ließ er durch Jean Gendrot ausführen, den Baumeister seines Freundes René d’Anjou.
In der Auseinandersetzung zwischen König Karl VII. und dessen Sohn Ludwig (XI.) stellte sich Jean de Daillon auf die Seite des Königs, was nach der Thronbesteigung Ludwigs dazu führte, dass er in Ungnade fiel. Erst nach sieben Jahren wurde er wieder bei Hof aufgenommen und zum Kammerherrn des Königs ernannt. Weitere Ämter am Hof und in der Regionalverwaltung folgten dann rasch hintereinander:
Von 1470 bis 1474 war er Bailli des Cotentin. Er war Lieutenant-général im Artois, in der Picardie, sowie im Roussillon, wo er 1473 Perpignan eroberte. Im gleichen Jahr wurde er Gouverneur von Alençon und Le Perche. Am 7. März 1474 wurde er zum Gouverneur der Dauphiné ernannt, war er bis zu seinem Tod blieb. Im gleichen Monate wurde er Capitaine des 100 lances fournies des Ordonnances, später dann Capitaine des 100 hommes d’armes und Capitaine de Sa Porte (d. h. bei Ludwig XI).
1475 erhielt er im Zusammenhang mit dem Vertrag von Rouen vom 6. Juni 1475 für das Dauphiné die Huldigung von Guillaume VII. de Chalon, Fürst von Orange, mit dem dieser die Oberhoheit des Dauphin über das Fürstentum anerkannte (dieser erste Versuch, das Fürstentum Orange in die Dauphiné einzugliedern, hielt nur bis zum 20. August 1498, als König Ludwig XII. den Vertrag widerrief). Für sein persönliches Vermögen wurde hingegen das Jahr 1477 entscheidend: Am 10. April 1477 schenkte ihm Ludwig XI. die Vizegrafschaft Domfront. Im September 1477 wurde er Herr von La Ferté-Milon, Bareil und Nogent, die von Jean IV. de Chalon-Arlay, Fürst von Orange, beschlagnahmt worden waren; im Juli 1481 kam Gézy-lès-Sens hinzu, das auch im Besitz Jean de Chalons gewesen war.
Ebenfalls im September 1477 wurde er Herr von Leuze und Condé im Hennegau, die von Jacques d’Armagnac, Herzog von Nemours (hingerichtet am 4. August 1477), beschlagnahmt worden waren. 1477 wurde er Gouverneur von Artois und Arras, am 8. Juni 1478 Capitaine-Châtelain des Königs von Le Quesnoy; 1479 und 1480 war er Bailli und Gouverneur von Touraine. Jean de Daillon starb am 22. November 1481 in der Dauphiné an Ruhr.

## Ehe und Familie
Er heiratete in erster Ehe per Ehevertrag vom 28. Juni 1443 René, Dame de Fontaine-Guérin (* nach 1439; † Juni 1457) Tochter von René, Seigneur de Fontaines, und Jeanne de Vendôme, Dame du Lude. Aus dieser Ehe hatte er eine Tochter: Renée († nach 1492), Dame de Fontaines; ⚭ (1) Alain de La Motte, Seigneur de La Motte-Evé, Capitaine du Croisic et du Château du Gâvre, 1472 Vizeadmiral der Bretagne, † nach 1492; ⚭ (2) Antoine de Loubes, Seigneur de Jenardoil et de La Motte-de-Sonzay, Panetier du Roi.
Er heiratete in zweiter Ehe per Ehevertrag vom 18. August 1459 Marie de Laval († vor 1488), Tochter von Gui II. de Laval, Seigneur de Loué etc., Gouverneur und Seneschall von Anjou (Haus Montmorency), und Charlotte de Sainte-Maure, Dame de La Feign et de Nesle. Jacques († 1532 Illiers), Seigneur et Baron du Lude et de Sautray, Conseiller et Chambellan des Rois Louis XII. et François I., Sénéchal d’Anjou, Gouverneur de La Rochelle et de Fontarabie; ⚭ (Ehevertrag 8. Mai 1491) Jeanne, Dame d’Illiers († nach 1510), Tochter von Jean, Seigneur d’Illiers, und Marguerite de Chouses, Dame de Lucé, François (X 1512 in der Schlacht bei Ravenna), Seigneur de La Cropte, Louise (* um 1480, † nach Februar 1554) ⚭ 22. Mai 1502 André de Vivonne (* um 1452; † 31. Juli 1532) Seigneur de La Châtaigneraie, d’Ardelai et d’Anville, Sénechal du Poitou et d’Anjou, die Großeltern von Pierre de Bourdeille, seigneur de Brantôme, Jeanne; ⚭ Jacques de Miolans († vor 1499), wohl identisch mit Jacques de Miolans († 1496), Großkammerherr von Frankreich Karls VIII. und Gouverneur der Dauphiné 1482–1483 und 1491–1496, Françoise († 1540); ⚭ (1) Jacques de Rohan (* 10. Juni 1478; † 15/16. Oktober 1527), Vicomte de Rohan et de Léon, Comte de Porhoët, Seigneur de Corlay (Haus Rohan); ⚭ (2) Joachim de Goyon, Seigneur de Matignon, Lieutenant du Roi en Normandie (Haus Goyon).

## Weblink
Étienne Pattou, Seigneurs du Lude, S. 2f (online, abgerufen am 12. Juni 2020)